# Васильєв Олександр Павлович
Васильєв Олександр Павлович справжнє прізвище — Могила (нар. 24 січня 1949, Харків) — український актор, театральний педагог. Народний артист України (2004), заслужений артист Молдавської РСР (1984). Доцент (2006).

## Біографія
Народився 24 січня 1949 року у Харкові. У 1970 році закінчив Харківський інститут мистецтв (курс Я. Азімова). Акторську діяльність розпочав у «Театрі Юних» Харківського палацу піонерів. Працював актором Дніпропетровського театру юного глядача протягом 1970—1973 та 1975—1976 років. Під час служби в армії — актор театру Чорноморського флоту у Севастополі у 1974—1975 роках, У 1976—1990 — провідний актор Кишинівського російського драматичного театру ім. А. П. Чехова. Від 1990 року майстер сцени Харківського державного академічного російського драматичного театру ім. О. С. Пушкіна.
У 2000—2006 викладав у Харківській державній академії культури спочатку на кафедрі телерепортерської майстерності, потім на кафедрі майстерності актора. Від 2008 року працював на посаді професора кафедри майстерності актора Харківського національного університету мистецтв ім. І. П. Котляревського. Від 2011 року обіймав посаду художнього керівника Харківського державного академічного російського драматичного театру ім. О. С. Пушкіна.
Працює за сумісництвом на кафедрі майстерності актора ХДАК. Сфера наукових інтересів викладача стосується методики викладання акторської майстерності.
Митець входить до складу Національної спілки театральних діячів України.
Нагороджений Почесним золотим знаком за внесок у розвиток Харківського академічного театру музичної комедії у 2019 році

## Ролі в театрі
- Ісідоро («Кйоджинські перепалки» К. Гольдоні),
- Бєлов («До побачення, хлопчики!» М. Балтера),
- Адам («Божествена комедія» І. Штока);
- Бумбараш («Бумбараш» В. Біткіна),
- Кочкарьов («Одруження» М. Гоголя),
- Трепльов («Чайка» А. Чехова),
- Брік («Кішка на розпеченому даху» Т. Уільямса),
- Григорій Мелехов («Тихий Дон» за М. Шолоховим),
- Орас («Школа дружин» Ж.-Б. Мольєра);
- Петруччо («Цілуй мене, Кет!» К. Портера),
- Едмунд Кін («Актор, Король і Соломон» Г. Горіна),
- Бернард Шоу («Милий брехун» Дж. Кілті),
- Вишневський («Дохідне місце» О. Островського),
- Несщасливцев («Садиба „Піньки“» за п'єсою О. Островського «Ліс»),
- Болінгброк («Склянка води» Е. Скріба),
- Сорін («Чайка» А. Чехова),
- Шипучкін («Ювілей» А. Чехова),
- Петро Олексійович Романов, імператор російський («Блазень Балакірєв, або Придворна комедія» Г. Горіна),
- Понтій Пілат («Майстер і Маргарита» М. Булгакова),
- Людовік Сонце («Кабала святош» М. Булгакова).

## Ролі у кіно
- Прокурор («Вища міра», реж. В. Чичкун, Україна, 2005);
- Дисидент («Божевілля: виклик і боротьба», реж. І. Парфьонов, Україна, 2005);
- «Вісь Axis» (реж. Б. Шустерман, Україна, 2011).

## Публікації
- Увага та уява: метод. вказівки до курсу «Майстерність актора» для студ. І курсу спец. «Актор драм. театру та кіно» /  Харків. держ. акад. культури, Каф. майстерності актора ; уклад. О. П. Могила (Васильєв) ; Харків. держ. акад. культури, Каф. майстерності актора ; [уклад. О. П. Могила (Васильєв)]. Харків: ХДАК, 2006. 12 с.

- Сценічний етюд. Спостереження й імітація: метод. рек. з курсу «Майстерність актора» / М-во культури і туризму України, Харк. держ. акад. культури, Каф. майстерності актора ; уклад. Могила (Васильєв) О. П. ; М-во культури і туризму України, Харків. держ. акад. культури, Каф. майстерності актора ; [уклад. Могила (Васильєв) О. П.]. Харків: [ХДАК], 2007. 9 с.

- Могила (Васильєв) О. П. Характерність як засіб виразності актора // Культура України: зб. наук. пр. / М-во культури і туризму України, Харків. держ. акад. культури, [Акад. мистец. України, Ін-т культурології ; редкол.: В. М. Шейко (відп. ред.) та ін. ; передм. В. М. Шейка]. Харків: ХДАК, 2008. Вип. 25. С. 132—139.
- Майстерність актора: прогр. та навч.-метод. матеріали для бакалаврів 2 курсу спец. 026 «Сценічне мистецтво», освітня програма «Акторське мистецтво драматичного театру і кіно» / М-во культури та інформ. політики України, Харків. держ. акад. культури, Ф-т сценічного мистецтва, Каф. майстерності актора ; [уклад.: І. О. Борис, О. П. Могила, О. Я. Двойченкова, М. В. Струннікова]. Харків: ХДАК, 2023. 22 с.
- Майстерність актора: навч. програма для 4 курсу ступеня «бакалавр» спец. 026 «Сценічне мистецтво», освітня програма «Акторське мистецтво драматичного театру і кіно» / М-во культури та інформ. політики України, Харків. держ. акад. культури, Ф-т сценічного мистецтва, Каф. майстерності актора ; [уклад.: О. Могила, П. Кучин, В. Гориславець]. Харків: ХДАК, 2024. 39 с.